# Festivalbar 1998
Il trentacinquesimo Festivalbar si svolse durante l'estate del 1998 in 9 puntate, registrate presso Villa Contarini a Piazzola sul Brenta, Capoliveri, l'Arena Alpe Adria di Lignano Sabbiadoro e con il ritorno dopo 6 anni nello scenario dell'Arena di Verona per la finalissima.
Venne condotto da Fiorello e Alessia Marcuzzi.
Il vincitore fu Vasco Rossi sia nella sezione singoli con il brano Io no sia nella sezione album con Canzoni per me.
Quest'edizione viene ricordata per essere l'ultima organizzata dal patron storico Vittorio Salvetti, che sarebbe scomparso il 19 ottobre di quell'anno: la sua ultima apparizione in pubblico fu proprio all'ultima serata dall'Arena di Verona.

## Cantanti partecipanti

I due conduttori dell'edizione, Fiorello (a sinistra) e Alessia Marcuzzi (a destra), sul palco della prima puntata a Villa Contarini, Piazzola sul Brenta, con la cantante Natalie Imbruglia.

- Vasco Rossi - Io no, L'una per te e Quanti anni hai
- Pino Daniele - Senza peccato e Amore senza fine
- Eagle-Eye Cherry - Save Tonight
- Renato Zero - L'impossibile vivere e Cercami
- Antonella Ruggiero - Vacanze romane, Per un'ora d'amore, Ti sento e Amore lontanissimo
- Boyzone - All That I Need
- Mietta - Angeli noi
- Michele Zarrillo - Una rosa blu
- Spice Girls - Viva Forever
- Semisonic - Closing Time
- Angelo Branduardi - Il giocatore di biliardo
- Paola Turci - Fammi battere il cuore
- Luca Carboni - Le ragazze, La cravatta e Colori
- Ricky Martin - La bomba e La copa de la vida
- The Corrs - I Never Loved You Anyway
- Simply Red - Say You Love Me
- Giorgia - In vacanza con me
- Lenny Kravitz - If You Can't Say No
- Elisa - Mr. Want e Labyrinth
- Max Gazzè e Niccolò Fabi - Vento d'estate
- Cleopatra - Cleopatra's Theme e Life Ain't Easy
- Natalie Imbruglia - Wishing I Was There, Torn e Smoke
- Patty Pravo - Les etrangers e Strada per un'altra città
- Robbie Williams - Millennium
- Aqua - My Oh My
- Natalia Estrada - Chiquita bon bon
- Alex Baroni - Onde
- Neri per Caso - Sogno
- Robert Miles - Full Moon
- Eros Ramazzotti - Ancora un minuto di sole
- Los Umbrellos - No tengo dinero
- Alexia - Gimme Love e The Music I Like
- Biagio Antonacci - Mi fai stare bene e Quanto tempo e ancora
- Lighthouse Family - High
- Renzo Arbore e l'Orchestra Italiana - Insalata 'e mare
- Lionel Richie - Time
- Ace of Base - Life Is a Flower
- Nek - Se io non avessi te e Sto con te
- Backstreet Boys - All I Have to Give
- 883 - Io ci sarò
- Articolo 31 - La fidanzata
- Articolo 31 featuring Rosana - Non so cos'è
- Ultra Naté - Found a Cure
- Anouk - Nobody's Wife
- Litfiba - Sparami
- Gianluca Grignani - Mi piacerebbe sapere
- Paradisio - Bandolero
- Ivana Spagna - Il bello della vita e Lay da da
- Silvia Salemi - Odiami perché
- Farias - Baila, baila, baila
- Massimo Di Cataldo - Senza di te
- Ultra - Say It Once
- Morcheeba - Blindfold
- Fiorello - Dimmi dimmi perché

## Sigla
La videosigla di questa edizione erano le canzoni Io no di Vasco Rossi e Amore senza Fine di Pino Daniele

## Organizzazione
Mediaset

## Direzione Artistica
Vittorio Salvetti

## Ascolti TV
| Puntata        | Telespettatori | Share  |
| -------------- | -------------- | ------ |
| 27 maggio 1998 | 4.640.000      | 19,54% |
| 6 luglio 1998  | 2.493.000      | 12,97% |
| 14 luglio 1998 | 3.411.000      | 16,88% |
| 21 luglio 1998 | 2.879.000      | 16,35% |